# Arati Saha
Arati Saha, nota con il cognome Gupta dopo il matrimonio col suo manager Arun Gupta (Calcutta, 24 settembre 1940 – Calcutta, 23 agosto 1994), è stata una nuotatrice indiana, divenuta celebre soprattutto per essere stata la prima donna asiatica ad attraversare la Manica a nuoto, nel 1959.
Aveva preso parte giovanissima (era la più giovane atleta della spedizione indiana) alle olimpiadi di Helsinki 1952, dove chiuse al 33º posto le batterie dei 200 m rana.
Dopo un primo tentativo fallito il 27 agosto 1959, il successivo 29 settembre fu in grado di coprire il tratto di mare tra Cap Gris-Nez e Sandgate in 16 ore e 20 minuti, divenendo la prima donna asiatica a riuscire nell'impresa.
Nel 1960 venne insignita del Padma Shri, quarta onorificenza indiana.
Morì nel 1994 a causa di ittero ed encefalite. La città di Calcutta le ha dedicato un monumento nei pressi di quella che era la sua abitazione, dedicandole il tratto di strada antistante. Nel 1999 venne emesso un francobollo in suo onore.